# A. de Hoop
A. de Hoop is een voormalig elektrotechnisch installatiebedrijf en producent van elektrotechnisch materieel, opgericht en met hoofdvestiging te Rotterdam, met na 1945 nevenvestigingen in diverse plaatsen in Nederland.

## Geschiedenis
In 1892 richtten twee broers, C. en A. de Hoop, een elektrotechnisch bureau op aan het Spui te Rotterdam dat zich naast reparatie en installatie ook bezig ging houden met een groothandel in elektrotechnische producten en met de vervaardiging ervan. Het bedrijf werd verplaatst naar de Leuvehaven en vervolgens in 1906 naar het Vasteland. In 1926 volgde een omzetting in een nv. In 1930, ten tijde van het overlijden van de oprichter en naamgever, telde het nog bescheiden bedrijf 50 werklieden. De leiding bleef bij de familie De Hoop, in de persoon van L.B. de Hoop (in 1924 in dienst getreden). De geheel vernieuwde bedrijfsruimte aan het Vasteland en Herderinnestraat ging in de meidagen 1940 verloren. Tijdens de bezetting werd het bedrijf dat als joods werd beschouwd beheerd door een Verwalter, May. Directeur De Hoop werd in 1950 vrijgesproken van collaboratie.
De naoorlogse wederopbouw betekende een periode van grote expansie. De Hoop was naast vertegenwoordiger van voornamelijk Britse elektrotechnische producten zelf producent van schakelmateriaal, relais, weerstanden, aanzetapparatuur, schakelkasten en tachometers. In 1949 vond de opening plaats van een nieuw fabrieksgebouw van 14000 m² aan de Willigestraat, de onderneming telde een 1000 werklieden van wie een groot deel in de buitendienst, op montage, werkzaam was. In de jaren vijftig en zestig werden eigen filialen opgericht of bestaande bedrijven overgenomen in achtereenvolgens: Arnhem (1955), Haarlem (1959, overname Keller & Macdonald), Heerlen (1962, overname Hermans cv) en Terneuzen en Tilburg (beide 1964). De handelsactiviteiten en agenturen werden in 1957 ondergebracht in de Technische Handelmaatschappij A. de Hoop. In 1959 vond de oprichting plaats van NV Electrotechnische Industrie die de eigen productie omvatte (kapitaal f 5 miljoen, directie L.B. de Hoop en J.M. van Es) en Electrotechnische Installatie A. de Hoop (kapitaal f 2,5 miljoen, directie A. Went en J.M. van Es). In 1968 werden beide bedrijven onderdeel van SHV Holdings, die in 1970 de Amsterdamse concullega's Geveke-Groenpol ook inlijfde. In 1972 werden de elektrotechnische bedrijven binnen de SHV losgemaakt en gebundeld in GTI SUEZ.